# مایکل کولسن (بازیکن فوتبال)
مایکل کولسن (انگلیسی: Michael Coulson؛ زادهٔ ۴ آوریل ۱۹۸۸) بازیکن فوتبال اهل بریتانیا است.
از باشگاه‌هایی که در آن بازی کرده‌است می‌توان به باشگاه فوتبال یورک سیتی، باشگاه فوتبال بارنزلی، باشگاه فوتبال سنت جانستون، باشگاه فوتبال گریمزبی تاون، باشگاه فوتبال نورتویچ ویکتوریا، و باشگاه فوتبال اسکاربرو اتلتیک اشاره کرد.
وی همچنین در تیم ملی فوتبال England C بازی کرده‌است.